# NGC 3059
NGC 3059 este o galaxie spirală situată în constelația Carena. A fost descoperită în 23 martie 1835 de către John Herschel.